# الكسوريات
الكسوريات منطقة عراقية في جنوب قضاء السلمان في محافظة المثنى في صحراء الحجرة بالبادية العراقية بجنوب العراق. وهي فيضة مساحتها 6.07 كيلومترات مربعة، يقطعها فالق ثانوي.